# American Ultra
American Ultra (conocida como Operación Ultra en Hispanoamérica) es una película estadounidense de comedia y acción de 2015, protagonizada por Jesse Eisenberg, Kristen Stewart, Topher Grace, Connie Britton, Walton Goggins, John Leguizamo, Bill Pullman y Tony Hale; está dirigida por Nima Nourizadeh y escrita por Max Landis. Fue estrenada en Estados Unidos el 21 de agosto de 2015.

## Argumento
Mike Howell (Jesse Eisenberg) es un drogadicto que vive en la tranquila ciudad de Liman, Virginia Occidental, donde trabaja como empleado de una tienda de conveniencia, y tiene la intención de comprometerse con su novia de toda la vida, Phoebe Larson (Kristen Stewart). Mientras tanto, en Langley, la agente de la CIA Victoria Lasseter (Connie Britton) se entera de que Mike es el único superviviente de su programa llamado Ultra, y que su rival Adrian Yates (Topher Grace) quisiera matarlo. Dentro del proyecto Operación Ultra, Mike era el único agente que sobrevivía. Victoria tiene la sensación de proteger a Mike, Lasseter viaja a Liman y "activa" a Mike a través de una serie de palabras en código. Debido a su uso excesivo de drogas, Mike no entiende su significado, y se frustra.
Mike descubre que dos de los colaboradores de Yates colocan una bomba en su coche y es atacado, pero su formación le permite dominarlos y matarlos rápidamente. Horrorizado, llama a Phoebe, que vuelve al trabajo con él justo cuando Mike había detenido a los aparentes asesinos. Yates envía dos agentes de tipo duro, Laugher (Walton Goggins) y Crane (Monique Ganderton), para matar a Mike y Phoebe en la comisaría, pero logran evadir a Laugher y matan a Crane antes de escapar al apartamento de un amigo traficante de drogas de Mike, Rose (John Leguizamo), que a regañadientes los oculta. Yates pone la ciudad en cuarentena, y pone a Lasseter y a Mike en las noticias locales. Lasseter contacta a su ex asistente, Petey Douglas (Tony Hale), quien le envía un arma para poder defenderse ella y Mike. Yates descubre y amenaza a Petey con cargos de traición, haciendo que a Lasseter se le niegue la ayuda adicional. Yates entonces ataca el apartamento de Rose con tres agentes utilizando un gas letal. Los agentes matan a Rose y sus dos guardias, mientras que Phoebe rescata a Mike del gas, con el que ella está familiarizada. Cuando se presiona en busca de respuestas sobre su conocimiento del gas, Phoebe revela de mala gana que era una agente de la CIA asignado como el controlador de Mike, dejándolo con el corazón roto.
Laugher embosca el dúo y captura a Phoebe. Mike es rescatado por Lasseter e insiste en volver de nuevo a su casa. A continuación, se entera de que él se ofreció voluntariamente para el programa Ultra debido a sus antecedentes penales y, posteriormente, le habían sido borrados sus recuerdos. También se entera de que la misión original de Phoebe era conseguir instalarlo en Liman y luego, el plan era marcharse, pero decidió quedarse porque ella legítimamente se enamoró de él. Los chicos de Yates lo localizan, pero Mike y Lasseter combaten, lo que provocó que Yates pidiera un ataque aéreo en la zona. Petey se niega a seguir sus órdenes y en secreto informa de la situación al superior de Yates, Raymond Krueger (Bill Pullman). Mike y Yates se ponen en contacto y pactan un intercambio entre él y dejar libre a Phoebe. Se activa una serie de fuegos artificiales y mata a todos los amigos de Yates antes de luchar y derrotar a Laugher, que se salvó cuando Mike se entera de que es un tío desequilibrado, que fue reclutado por la fuerza para el programa de Yates. Yates intenta huir con Phoebe, pero ella se escapa, mientras que Yates es capturado por Lasseter y casi lo mató antes de que Krueger interviniera y la detuviese.
Mike encuentra a Phoebe y le propone matrimonio ante la policía del estado y del sheriff. Si bien en un bosque en la lluvia Krueger habla con Yates y Lasseter, tanto de rodillas y se coloca en bonos. Yates sostiene que lo que estaba haciendo habría estado bien con Krueger si los resultados habían tenido éxito. Krueger admite que él hubiera aprobado lo que Yates había hecho si los resultados fueron exitosos. Yates, creyendo que su vida se está a salvo, se para y es ejecutado por Krueger. Lasseter convence Krueger de sobra su vida y Mike señalando que, mediante la suscripción de todos los agentes de Yates, demostró que era a la vez un activo valioso y que el programa Ultra ya se ha realizado correctamente. Seis meses más tarde, Mike y Phoebe están en Filipinas, los agentes de la cesión, muy felices y seguros ahora que saben quiénes son.

## Reparto
- Jesse Eisenberg como Mike Howell.
- Kristen Stewart como Phoebe Larson.
- Topher Grace como Adrian Yates.
- Connie Britton como Victoria Lasseter.
- Walton Goggins como Laughter.
- John Leguizamo como Rose.
- Bill Pullman como Raymond Krueger.
- Tony Hale como Agente Petey Douglas.
- Lavell Crawford como Big Harold.
- Stuart Greer como el sheriff Bernie Watts.
- Monique Ganderton como Crane.

## Producción
La fotografía principal comenzó el 14 de abril de 2014 en Nueva Orleans y se terminó a mediados de junio.

### Estreno
El 21 de noviembre de 2013, Apsara Distribution anunció que había adquirido los derechos para distribuir la película fuera de los Estados Unidos. El 1 de marzo de 2014, Lionsgate anunció la adquisición de los derechos de la película en Estados Unidos. En 30 de abril de 2015, Lionsgate estableció el 21 de agosto de 2015, como la fecha de estreno de la película.
La película fue lanzada el 21 de agosto de 2015, por Lionsgate.

### Comercialización
Los primeros dos pósteres fueron lanzados el 14 de mayo de 2015 mediante la MTV. El tráiler de "banda roja" fue lanzado por Yahoo! Cine el 28 de mayo de 2015.

## Recepción

### Taquilla
American Ultra tuvo una mala taquilla, recaudando apenas $ 14,4 millones en América del Norte y $ 1 millón en otros países para un total mundial de $ 15,4 millones, frente a un presupuesto de $ 28 millones.
En su primer fin de semana, la película recaudó $ 5,5 millones, terminando en el número sexto en la taquilla y en tercer lugar entre los estrenos de la semana, detrás de Sinister 2 ($ 10,5 millones) y Hitman: Agente 47 ($ 8,3 millones)

### Recepción de la crítica
American Ultra ha recibido críticas mixtas de los críticos. En Rotten Tomatoes, la película tiene una calificación de 44%, basado en 141 comentarios, con una calificación promedio de 5.4 / 10. En el consenso crítico del sitio se lee, "American Ultra tiene algunas ideas interesantes, pero al igual que su protagonista colocado, es demasiado fácil distraerse a la altura de su verdadero potencial." En Metacritic, la película tiene una puntuación de 50 sobre 100, basado en 31 críticas, lo que indica "críticas mixtas o promedio". CinemaScore anunció que el público le dio a la película una ley promedio de "B" en una A + a escala F.
Mark Kermode de The Guardian le dio a la película dos de cinco estrellas, afirmando que "Jesse Eisenberg y Kristen Stewart desafían un batiburrillo anárquico con mucha violencia, pero poco de risa." David Dishman de McAlester News-Capital escribe "American Ultra se promovió bajo el lema: 'No hay nada más peligroso que un asesino frío colocado', y si bien pueden estar en lo cierto, también no hay nada espectacular sobre la película que fue apedreada por el asesino frío."
Peter Travers de Rolling Stone otorgó la película dos de cuatro estrellas: "Pronto me encanté pasando de la película a la salpicadura sangrienta Eisenberg y Stewart se quedan apelando a la última La película, no tanto..." Neil Genzlinger de The New York Times le dio a la película una crítica agridulce, terminando con "Mucho de esto parece familiar, y el Sr. Eisenberg y Sra. Stewart no se esfuerzan mucho. Pero Mike encuentra maneras divertidas para defenderse a sí mismo con el uso de elementos comunes del hogar, Walton Goggins y John Leguizamo animan las cosas en pequeños papeles Goofy, la parcela tiene un buen toque o dos, y el teatro es, probablemente, con aire acondicionado."
Landis discutió el desempeño de la crítica y la taquilla negativa de la película en una entrevista con Red Letter Media.

## Secuela
El 20 de agosto de 2015, antes de su estreno, se hablaba de una posible secuela de la película, pero debido a su bajo rendimiento comercial, este proyecto fue cancelado.